# Josh Dun
Joshua William "Josh" Dun (nascido em 18 de junho de 1988) é um músico americano. Ele é o baterista e percussionista do duo musical Twenty One Pilots.

## Vida pregressa
Josh nasceu em Columbus, Ohio, e cresceu com duas irmãs, Ashley e Abigail, e um irmão, Jordan. Crescendo, ele era um baterista autodidata. De acordo com Josh, ele iria de skate até a loja de música local, onde ele iria para comprar discos e imitar as batidas em um kit de bateria eletrônica. Seus pais estabeleceram regras estritas sobre o tipo de música que ele foi autorizado a ouvir, então em vez disso ele pediu às pessoas na loja para recomendar álbuns para ele. "Eu escondia álbuns de bandas como Green Day Dookie sob minha cama," Josh disse. "Às vezes eles os encontravam e ficavam loucos, achavam alguma coisa cristã, como o Relient K, e me faziam escutar isso". Josh trabalhou em Guitar Center por três anos, durante o qual o ex-baterista do Twenty One Pilots Chris Salih era seu colega de trabalho.

## Carreira

### House of Heroes
Em março de 2010, Josh entrou para a banda House of Heroes depois que o baterista da banda, Colin Rigsby, fez uma pausa para passar mais tempo com sua família.
Ele participou da turnê ao vivo da House of Heroes até outubro, quando Rigsby voltou às suas funções.

### Twenty One Pilots

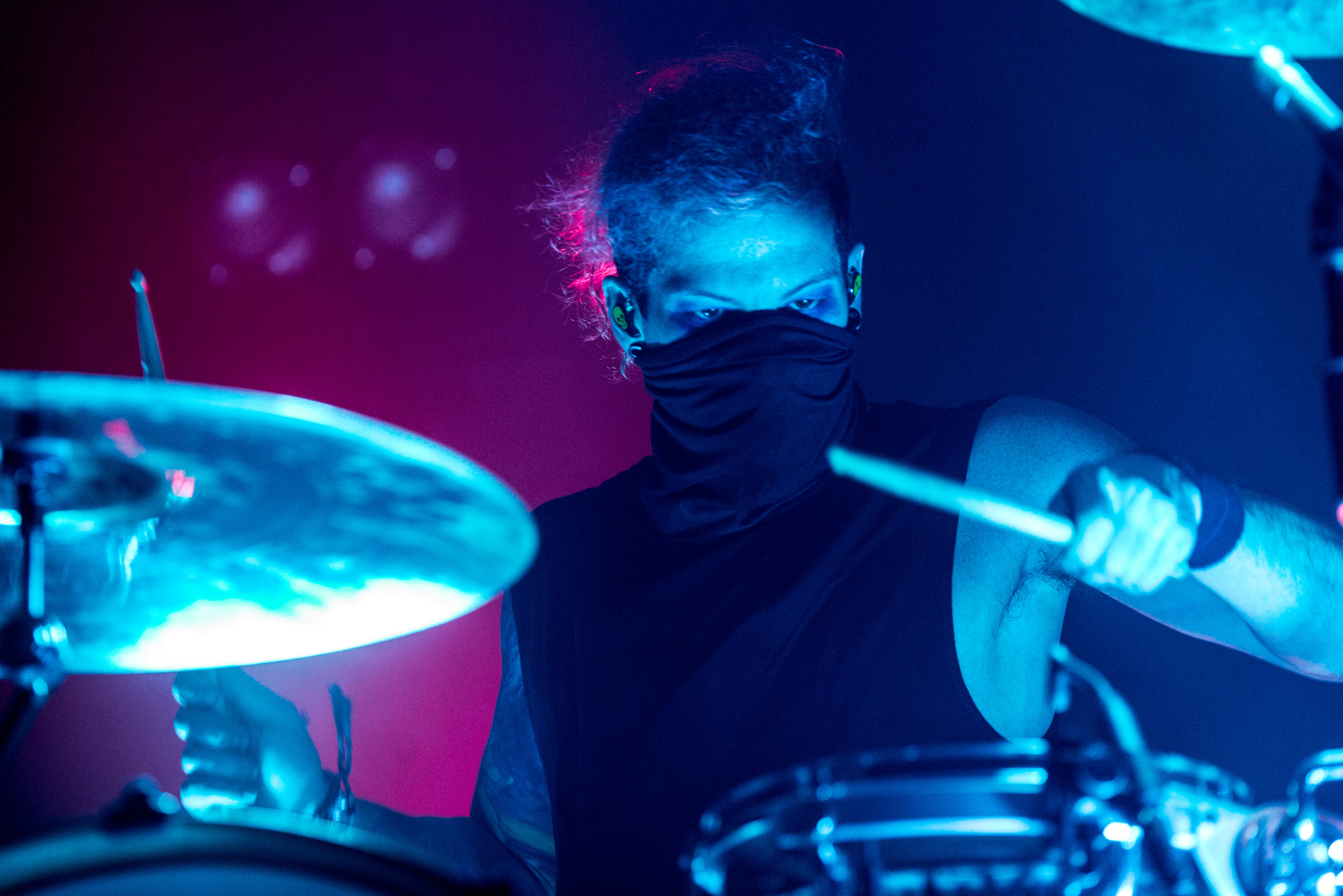
Josh em um show de Twenty One Pilots, em Munique, Alemanha, em 2016

Em 2011, Josh foi convidado pelo ex-baterista do Twenty One Pilots, Chris Salih, para um de seus concertos depois de ouvir o CD demo original da banda. Ele ficou impressionado com o desempenho do trio, e ele se reuniu e fez amizade com o vocalista da banda, Tyler Joseph, depois do show.
Mais tarde no ano, Josh deixou seu trabalho no Guitar Center para tocar um show com Tyler depois que Salih e o baixista Nick Thomas deixaram a banda devido a horários ocupados. Eles tocaram uma música antes que os policiais cancelassem o show. Josh, posteriormente, tornou-se o baterista em tempo integral da banda. A dupla lançou o segundo álbum de estúdio da banda, "Regional at Best", em 8 de julho de 2011, e assinou com a gravadora Fueled by Ramen, uma susidiária da Atlantic Records, em abril de 2012.
O terceiro álbum da banda Twenty One Pilots, Vessel, foi lançado em 8 de janeiro de 2013.
O quarto álbum da banda, Blurryface, foi lançado em 17 de maio de 2015, dois dias antes da data de lançamento prevista.

## Vida pessoal
Josh disse em música, "Mas eu sempre quis tocar bateria e agora eu sou capaz de fazer isso praticamente todas as noites. É isso que eu mais amo, ficar com pessoas em um quarto e deixar a música unificar-nos - eu sei que soa realmente dramático, mas é uma experiência muito legal e algo que eu não vou me cansar por um tempo ainda".
Josh casou- se com a atriz Debby Ryan em uma cerimonia secreta em 2019, na véspera de ano novo em Austin, no Texas (EUA). Apenas em maio de 2020 essa informação foi revelada por ela em uma entrevista a Revista Vogue juntamente com diversas fotos da festa. O casal planejou toda a cerimônia em apenas 28 dias

## Prêmios e indicações
| Ano  | Cerimonia                      | Prêmio       | Indicação | Resultado | Referências |
| ---- | ------------------------------ | ------------ | --------- | --------- | ----------- |
| 2017 | Alternative Press Music Awards | Best Drummer | Josh Dun  | Indicado  | [ 16 ]      |